# Ian Hart
Pour les articles homonymes, voir Hart.
Ian Hart, né le 8 octobre 1964 à Liverpool, est un acteur britannico-américain.

## Biographie
Parallèlement à ses études à Liverpool, il commence sa carrière d'acteur et joue dans la pièce The Government Inspector.
Il joue John Lennon dans plusieurs films, premièrement dans The Hours and Times (1991) puis dans Backbeat : Cinq Garçons dans le vent (1994) et certains programmes télévisuels comme Playhouse Presents, puis il interprète le Docteur Watson dans les adaptations télévisées de Sherlock Holmes, entre 2002 et 2004, avec Richard Roxburgh puis Rupert Everett dans le rôle de Sherlock Holmes, diffusées sur la chaîne BBC One.
Il est aussi connu pour le rôle du Professeur Quirrell dans Harry Potter à l'école des sorciers (2001). Il interprète aussi le Père Beocca dans la série The Last Kingdom.

## Filmographie
- 1982 : Play for Today (série télévisée) : Adrian
- 1983 : One Summer (série télévisée) : Rabbit
- 1984 : Travelling Man (série télévisée)
- 1984 : The Exercise (TV)
- 1985 : No Surrender de Peter Smith
- 1986 : The Monocled Mutineer (série télévisée)
- 1989 : A View of Harry Clark (TV)
- 1991 : The Hours and Times de Christopher Münch : John Lennon
- 1992 : Medics (série télévisée) : John
- 1994 : Backbeat : Cinq Garçons dans le vent de Iain Softley : John Lennon
- 1995 : Land and Freedom de Ken Loach : David
- 1995 : L'Anglais qui gravit une colline mais descendit une montagne de Christopher Monger : Johnny le Secoué
- 1995 : Clockwork Mice de Vadim Jean : Steve
- 1995 : Loved Up (TV) : Tom
- 1995 : Nothing Personal de Thaddeus O'Sullivan : Ginger
- 1996 : Une vie normale de Angela Pope : Tom Dixon
- 1996 : Michael Collins de Neil Jordan : Joe O'Reilly
- 1997 : Gold in the Streets de Elizabeth Gill : Des
- 1997 : Robinson Crusoé de Rod Hardy et George Trumbull Miller : Daniel Defoe
- 1997 : The Butcher Boy de Neil Jordan : Oncle Alo
- 1997 : Mojo de Jez Butterworth : Mickey
- 1998 : La Loi du sang (Monument Ave.) de Ted Demme : Mouse
- 1998 : Frogs for Snakes de Amos Poe : Quint
- 1998 : B. Monkey de Michael Radford : Steve Davis
- 1998 : Ennemi d'État de Tony Scott : Bingham
- 1999 : Mariage à l'anglaise de David Kane : Liam
- 1999 : Wonderland de Michael Winterbottom : Dan
- 1999 : Spring Forward de Tom Gilroy : Fran
- 1999 : La Fin d'une liaison de Neil Jordan : Mr. Parkis
- 1999 : Bait (court métrage) : le père
- 2000 : Longitude (TV) : William Harrison
- 2000 : Séduction à l'irlandaise de Aileen Ritchie : Kieran O'Donnell
- 2000 : Best de Mary McGuckian : Nobby Stiles
- 2000 : Aberdeen de Hans Petter Moland : Clive
- 2000 : Liam de Stephen Frears : le père
- 2000 : Born Romantic de David Kane : un chauffeur de taxi
- 2000 : Bring Me Your Love (court métrage) : Harry Weaver
- 2001 : Une star dans la mafia de Peter Capaldi : Toni Cocozza
- 2001 : Harry Potter à l'école des sorciers de Chris Columbus : Professeur Quirrell
- 2002 : Feu de glace de Chen Kaige : Officier de police
- 2002 : Unhinged (court métrage) : Eric
- 2002 : Le Chien des Baskerville (TV) : Docteur Watson
- 2002 : Papa est mort (TV) : le narrateur
- 2003 : Mafia rouge de James Bruce : Rob Shepard
- 2003 : Cheeky de David Thewlis : Alan
- 2003 : Eroica (TV) : Ludwig van Beethoven
- 2003 : La nuit des otages de John Furse : Brian Keenan
- 2004 : Every Seven Years (court métrage) : Liam
- 2004 : Neverland de Marc Forster : sir Arthur Conan Doyle
- 2004 : Le Fil de la vie d'Anders Rønnow Klarlund : Ghrak (voix)
- 2004 : La revanche de Sherlock Holmes (TV) : Docteur Watson
- 2005 : Tournage dans un jardin anglais de Michael Winterbottom : Joe
- 2005 : Rag Tale de Mary McGuckian : Morph
- 2005 : Breakfast on Pluto de Neil Jordan : l'agent de police Wallis
- 2005 : Mr. Ripley et les Ombres de Roger Spottiswoode : Bernard Sayles
- 2006 : The Virgin Queen (mini-série) : William Cecil
- 2006 : Trigger Happy (court métrage) : The Man
- 2007 : Both (court métrage) : Moussa
- 2007 : Int. Bedsit - Day (court métrage) : Pete
- 2007 : Intervention de Mary McGuckian : Harry III Jr
- 2007-2008 : Dirt (série télévisée) : Don Konkey
- 2008 : Still Waters Burn de Halfdan Hussey : Jack Price
- 2009 : Morris: A Life with Bells On de Lucy Akhurst : Endeavour
- 2009 : Dr Hoo (série télévisée) : Dr Hoo
- 2009 : Moving On (série télévisée) : Jake
- 2009 : A Boy Called Dad de Brian Percival : Joe
- 2009 : Father and Son (en) (série télévisée) : Tony Conroy
- 2009 : Dans la tourmente (Within the Whirlwind) de Marleen Gorris : Beylin
- 2010 : Five Daughters (série télévisée) : DCS Stewart Gull
- 2010 : Watching (court métrage) : Carrick
- 2010 : When Harvey Met Bob (TV) : Harvey Goldsmith
- 2011 : 1931, le procès Hitler (TV) : Adolf Hitler
- 2011-2012 : Luck (série télévisée) : Lonnie McHinery
- 2012 : Hard Boiled Sweets de David L.G. Hughes : Joyce
- 2013-2015 : Journal d'une ado hors norme (série télévisée) : Kester, thérapeute de Rae
- 2013 : Playhouse Presents (TV) : John Lennon
- 2013 : Bates Motel (série télévisée) : Will Decody
- 2013 : Rogue (série télévisée) : Buddy Wilson
- 2013 : Agents of S.H.I.E.L.D. (série télévisée) : Dr. Franklin Hall
- 2014 : Klondike (en) (mini série) : Soapy Smith
- 2014 : The Driver (mini série) : Colin Vine
- 2015 : The Last Kingdom (série télévisée) : Beocca
- 2017 : Seule la Terre de Francis Lee : Martin Saxby
- 2018 : The Terror (série télévisée) : Thomas Blanky
- 2018 : Marie Stuart, Reine d'Écosse (Mary Queen of Scots) de Josie Rourke : Lord Maitland
- 2020 : Noughts + Crosses (série télévisée) : Ryan McGregor
- 2020 : Escape from Pretoria : Denis Goldberg
- 2022 : Marlowe de Neil Jordan : Joe Green
- 2022 : The Responder : Carl Sweeney
- 2024 : Mr Bates vs The Post Office (mini-série télévisée) : Bob Rutherford

## Voix francophones
En France, Patrick Béthune a été la voix la plus régulière de Ian Hart. Vincent Violette et Patrice Dozier l'ont respectivement doublé à quatre et trois reprises. À présent il n'a pas vraiment de voix attitrée.
Au Québec, Frédéric Desager a doublé deux fois l'acteur.